# KK Rabotnički
O Košarkaški klub Rabotnički (em macedônio/macedónio:  КК Работнички), conhecido também apenas como Rabotnički, é um clube de basquetebol baseado em Escópia, Macedónia do Norte que atualmente disputa a Liga Macedônia e a segunda divisão da Liga adriática. Manda seus jogos na Gradski Park com capacidade para 2.000 espectadores.

## Histórico de Temporadas
| Temporada | Nível | Liga      | Pos. | J     | PL  | Resultado         | Copa Nacional | Competições internacionais |
| --------- | ----- | --------- | ---- | ----- | --- | ----------------- | ------------- | -------------------------- |
| 2006-07   | 1     | Prva Liga | 2    | 19-7  |     |                   |               |                            |
| 2007-08   | 1     | Prva Liga | 4    | 17-13 | 03  | Semifinais        |               |                            |
| 2008-09   | 1     | Prva Liga | 2    | 21-5  | 6-3 | Campeão           |               |                            |
| 2009-10   | 1     | Prva Liga |      |       |     |                   |               | -                          |
| 2010-11   | 1     | Prva Liga | 3    | 19-9  | 4-5 | Finalista         | Campeão       |                            |
| 2011-12   | 1     | Prva Liga | 6    | 9-17  |     |                   |               |                            |
| 2012-13   | 1     | Prva Liga | 3    | 5-5   | 1-3 | Semifinais        |               |                            |
| 2013-14   | 1     | Prva Liga | 2    | 5-5   | 3-4 | Finalista         |               |                            |
| 2014-15   | 1     | Prva Liga | 2    | 18-7  | 0-2 | Semifinais        | Campeão       | -                          |
| 2015-16   | 1     | Prva Liga | 6    | 11-17 | 1-2 | Quartas de finais |               |                            |
| 2016-17   | 1     | Prva Liga | 2    | 18-6  | 0-3 | Semifinais        |               |                            |
| 2017-18   | 1     | Prva Liga | 1    | 29-2  | 6-0 | Campeão           |               |                            |
| 2018-19   | 1     | Prva Liga | 2    | 24-6  | 3-5 | Finalista         |               |                            |
| 2019-20   | 1     | Prva Liga | 2    | 12-5  |     |                   | Campeão       |                            |
| 2020-21   | 1     | Prva Liga |      |       |     |                   |               | R ABA2 TR                  |

fonte:eurobasket.com

## Títulos
Liga Macedônia
- Campeão (15): 1993, 1994, 1995, 1996, 1997, 1998, 1998, 1999, 2001, 2002, 2003, 2004, 2005, 2006, 2009, 2009, 2018.

- Finalista (5): 2000, 2007, 2011, 2014, 2019

Copa da Macedônia do Norte
- Campeão (10): 1993, 1994, 1998, 2003, 2004, 2005, 2006, 2011, 2015, 2019.
- Finalista (5): 1996, 2000, 2001, 2002, 2018

Supercopa da Macedônia do Norte
- Campeão (2): 2001, 2011
- Finalista (3):2002, 2003, 2015